# Station Ptyś
Station Ptyś is een spoorwegstation in de Poolse plaats Poznań.